# Panzerjäger 10,5 Dickermax
A Panzerjäger 10,5 cm Dickermax (vastag Max) vagy Selbstfahrlafette IV A a második világháború egyik harcjárműve, az önjáró páncéltörő lövegek kategóriájába tartozik. Összesen két prototípusa készült el. Első bevetésük a Panzerjäger Abteilung 521 kötelékében a Szikla-hadműveletben volt, majd mindkettőt a keleti frontra vezényelték a Barbarossa hadműveletben, a 3. Panzer Division állományába. Egyikük lőszerkészlete felrobbant és a szovjetek zsákmányul ejtették. Másikuk 1941 októberében felújításra visszakerült a gyárba, további sorsa ismeretlen. Bevetéseit a szovjet KV–1, KV–2 és T–34 harckocsik ellen teljesítette. Sorozatgyártására nem került sor.

## Története
1939 szeptemberében rendelte meg a német hadvezetés a Krupp cégtől egy nehéz páncélvadász tervezését, amely 10,5 vagy 12,8 cm űrméretű löveget képes hordozni. Alapfeladata a bunkertörés lett volna. A két prototípust 1941-ben mutatták be. Ezekbe a 10,5 cm-es löveg K18 L/52 változatát építették be, majd megkezdték a 12,8 cm-es lövegű változat tervezését. Ez utóbbi lett a Panzerjäger 12,8 Selbstfahrlafette, a korábbi pedig a Panzerjäger 10,5 cm Dickermax, teljes nevén 10,5 cm Panzer Selbstfahrlafette IVa.

## Tulajdonságai
Főfegyverzetének tekintélyes páncéltörő képessége volt: 2000 méteren 120 mm, 500 méteren 180 mm páncélt volt képes átütni, 30°-os becsapódási szög esetén. Irányzásra csak 8°-os szögön belül volt képes. A Panzerkampfwagen IV harckocsi alvázára szerelték nyitott felépítménnyel, ugyanazzal a motorral, futóművel és erőátviteli művel. Közelharcra a személyzet kézifegyverein kívül egy darab MG34-es géppuska szolgált.
A főfegyverzet alkalmassá tette a páncélvadász szerepkör betöltésére, így a bunkerek elleni harc helyett az ellenséges harckocsik ellen vetették be. Egy 1941. július 26-i jelentés számol be a harci tapasztalatokról, melynek következtetése, hogy a jármű nem elég fordulékony, így sokszor mutat jó célpontot az ellenségnek, gyenge páncélzatú oldalát szabadon hagyva, ráadásul így a célzás is nehézkes. A főfegyverzet hatékony akár közvetlen harckocsi elleni harcban, akár a gyalogság támogatása közben. Ugyanakkor nagy porfelhőt ver fel, ezért két lövés között nagy szünetet kell tartani. Műszakilag megbízhatatlannak ítélték, mind a motor, mind az erőátvitel, de még a fékek is túlterheltek voltak. Ez a jelentés vezetett végül a Nashorn kialakítására, melyben a kisebb tömegű 8,8 cm-es löveget helyezték el a problémák orvoslására.

## Egyéb adatok
- gyártó: Krupp
- teljes hossz: 7,52 méter (löveggel)
- lőszerjavadalmazás: 25 darab 10,5 cm-es lőszer
- üzemanyagtartály: 450 liter
- gyártott darabszám: 2 prototípus
- felépítmény: 90 mm
- frontpáncélzat és lövegfedezék: 50 mm
- oldal- és hátsó páncélzat: 20 mm
- alsó páncélzat: 20 mm
- PzGr tömege: 15,6 kg
- csőtorkolati sebesség: 805 m/s

## Galéria

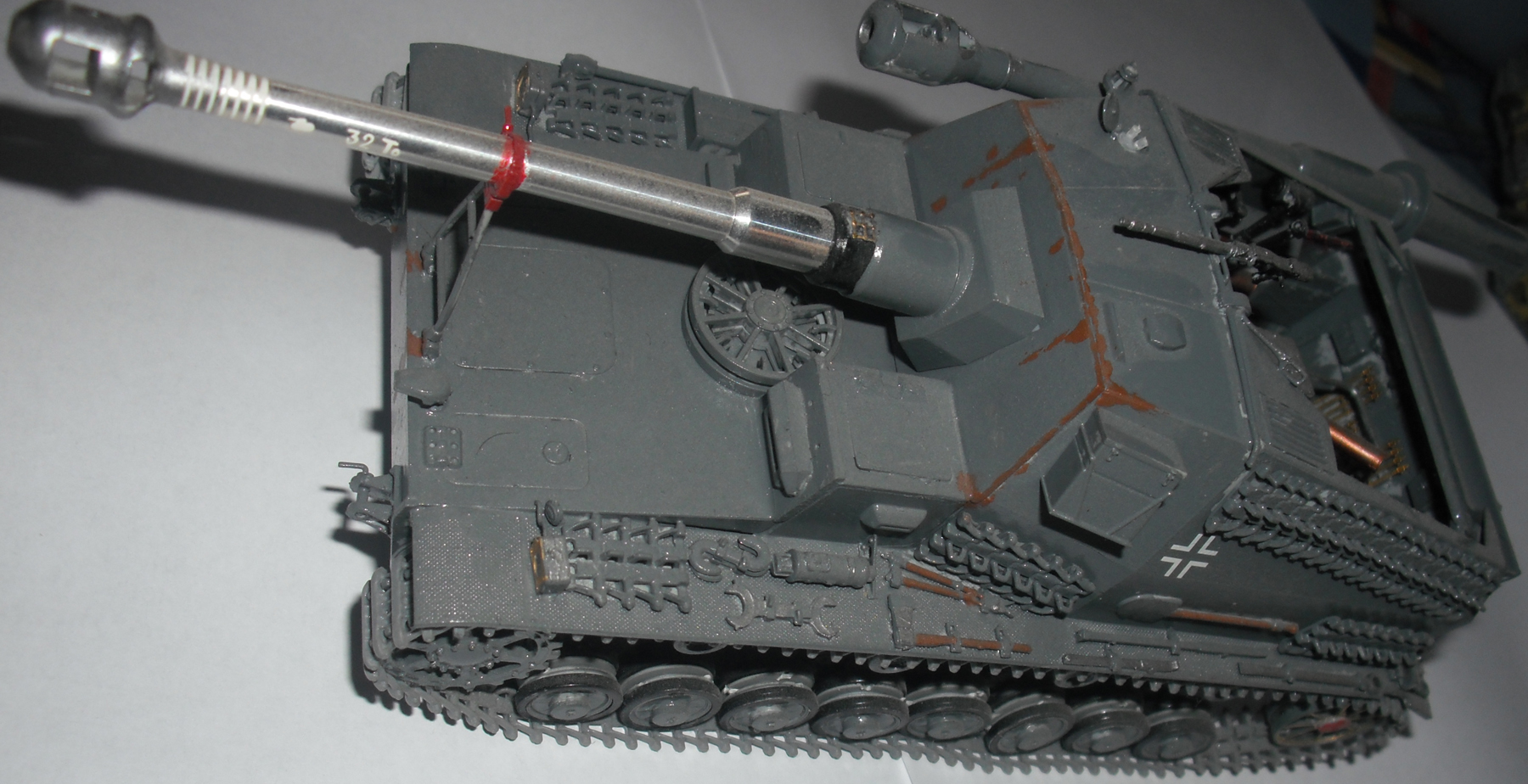
105 mm-es Dickermax modell
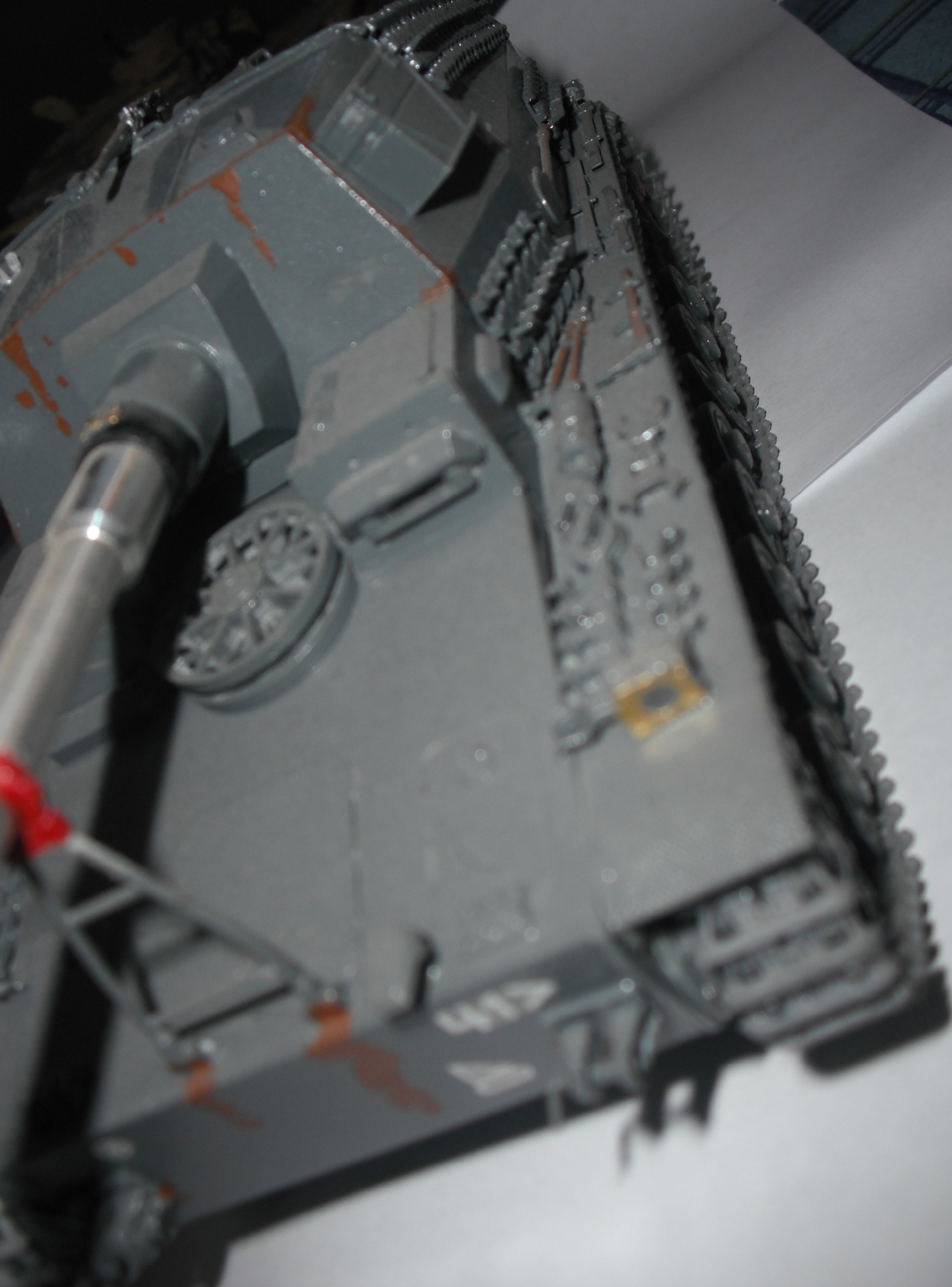
A jármű oldalára szerelt lánctagok nemcsak tartalékként álltak rendelkezésre, de kiegészítő páncélzatként is szolgáltak. (Ez egyébként hatástalan volt.)
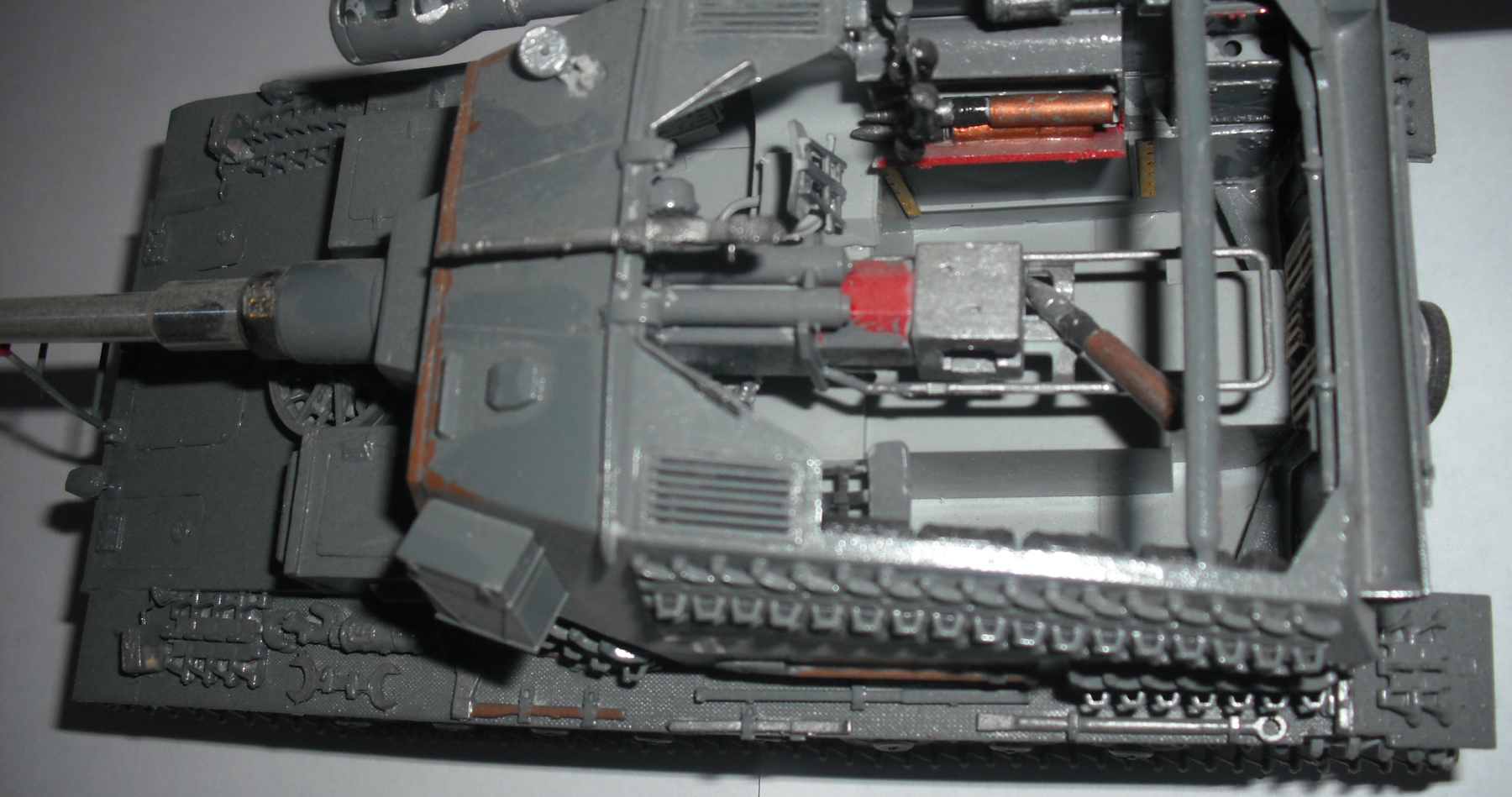
105 mm-es Dickermax modell
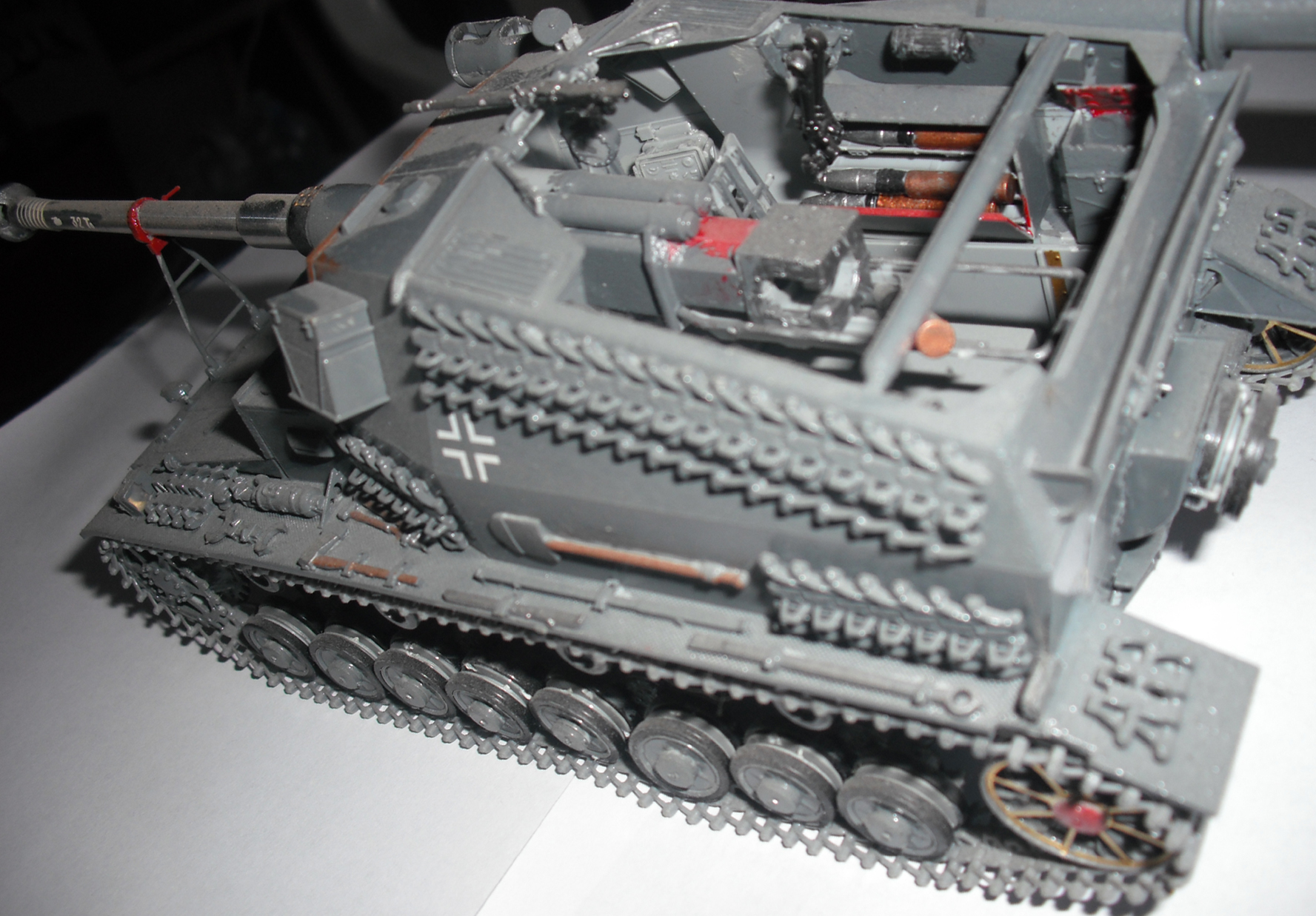
105 mm-es Dickermax modell. Látható a nyitott küzdőtér, az önvédelmi MG34-es géppuska, valamint a lövegzár helyzete. Az oldalsó szekrényekben tárolták a lőszereket és a legénység kézifegyvereit.

## Külső hivatkozások
- Achtungpanzer
- Dickermax
- Flames of War